# Wolddeelen
De Wolddeelen (ook: Wolddelen) is een gebied met veenplassen ten westen van de Nederlandse plaats Haren en onderdeel van het waterschap Hunze en Aa's. 
Het is gelegen tussen de hoger gelegen gebieden van de Hondsrug en het Hoornsediep, in een laagveengebied welke ongeveer 6000-3000 jaar geleden is ontstaan in het beekdal van de Drentsche Aa.

## Beschrijving
De plassen hebben in totaal een oppervlakte van ongeveer 11,8 ha. De plassen worden in het noorden begrensd door de Moarweg en de Weversdijk, in het zuiden door de Wolddeeldijk. Ten oosten ligt de buurt Maarwold en ten westen de A28 en het Hoornsediep. Aan de noordzijde is er nog een legakker zichtbaar, die bekend is als het Swaandeel.
Aan de zuidkant van de Wolddeelen bevinden zich enkele recreatiewoningen, waarvan één met het oude hek van de Rabenhauptkazerne.

## Geschiedenis

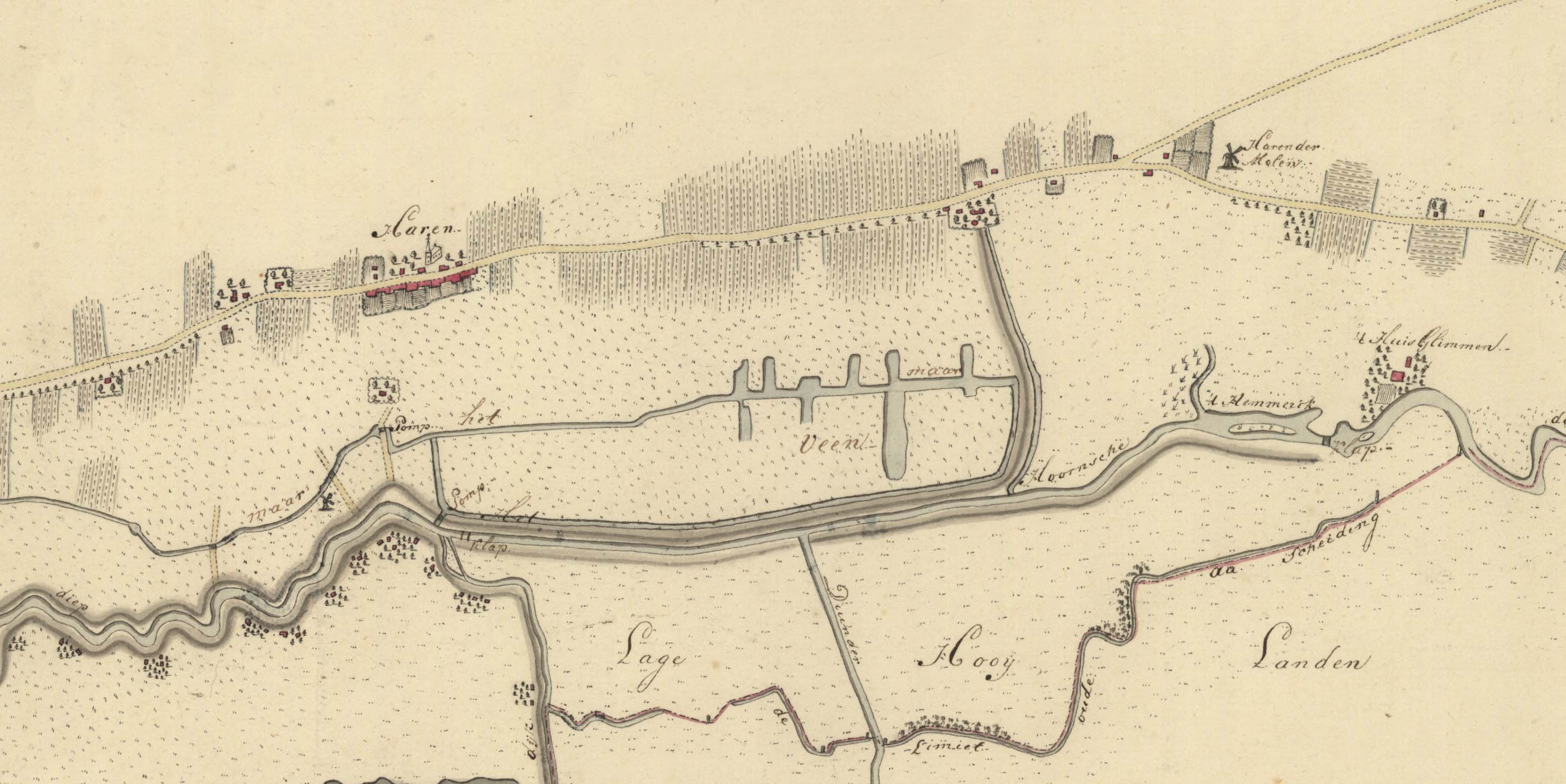
Detail van de uitloop van de Drentsche Aa (1818) met daarop de eerste vervening van de Wolddeelen zichtbaar

De plassen zijn ontstaan in de 19e eeuw vanuit het Harenermaar door middel van slagturven het veen af te graven voor turfwinning. De plassen worden door de Wolddeeldijk gescheiden van de meren van Sassenhein, die op dezelfde wijze zijn ontstaan. Het gebied viel destijds onder het waterschap Westerpolder.